# RADIOアニメロミックス
RADIOアニメロミックス（ラジオアニメロミックス）は、ニコニコ動画の『animelo mixチャンネル』にて配信されていたアニラジ番組である。
なお、第15代目（〜2015年9月）までは文化放送で放送されていた。
放送内容はドワンゴの携帯コンテンツ『アニメロミックス』と連動している。
2007年4月から超!放送局（2008年4月以降はニコニコアニメチャンネル）で配信。
地上波では文化放送のみの関東ローカルであるが、2011年4月2日までは東海ラジオ、朝日放送ラジオ、2004年3月27日までは九州朝日放送ラジオ、STVラジオにもネットされていた。さらに2007年9月から2011年3月までは超!A＆G+でも放送されていた。
パーソナリティは不定期で交代。

## 各期の概要
|    | 開始           | 終了           | 月 | パーソナリティ | パーソナリティ | パーソナリティ | パーソナリティ | パーソナリティ | パーソナリティ | 正式タイトル                                               |
| -- | -------------- | -------------- | -- | -------------- | -------------- | -------------- | -------------- | -------------- | -------------- | ---------------------------------------------------------- |
| 01 | 2002年4月13日  | 2002年10月5日  | 06 | 矢尾一樹       | 矢尾一樹       | 矢尾一樹       | 鮫島巧         | 鮫島巧         | 鮫島巧         | 一樹・巧のヤオメロミックス                                 |
| 02 | 2002年10月12日 | 2003年3月29日  | 06 | 矢尾一樹       | 矢尾一樹       | 矢尾一樹       | 望月久代       | 望月久代       | 望月久代       | 一樹・モッチーのアニメロミックス                           |
| 03 | 2003年4月5日   | 2004年3月27日  | 12 | 高橋直純       | 高橋直純       | 望月久代       | 望月久代       | 千葉紗子       | 千葉紗子       | RADIOアニメロミックス                                      |
| 04 | 2004年4月3日   | 2005年10月1日  | 18 | 門脇舞         | 門脇舞         | 門脇舞         | 福圓美里       | 福圓美里       | 福圓美里       | RADIOアニメロミックス                                      |
| 05 | 2005年10月8日  | 2006年10月28日 | 13 | 阿部玲子       | 阿部玲子       | 宮崎羽衣       | 宮崎羽衣       | 近江知永       | 近江知永       | RADIOアニメロミックス                                      |
| 06 | 2006年11月4日  | 2006年12月30日 | 02 | 中原麻衣       | 中原麻衣       | 中原麻衣       | 小林ゆう       | 小林ゆう       | 小林ゆう       | RADIOアニメロミックス 〜ひぐらしのなく頃に編〜             |
| 07 | 2007年1月6日   | 2007年3月31日  | 03 | 後藤邑子       | 後藤邑子       | 後藤邑子       | 小林ゆう       | 小林ゆう       | 小林ゆう       | RADIOアニメロミックス                                      |
| 08 | 2007年4月7日   | 2007年9月29日  | 06 | 新谷良子       | 新谷良子       | 新谷良子       | 後藤邑子       | 後藤邑子       | 後藤邑子       | RADIOアニメロミックス                                      |
| 09 | 2007年10月6日  | 2009年10月3日  | 24 | 平野綾         | 平野綾         | 平野綾         | 平野綾         | 平野綾         | 平野綾         | RADIOアニメロミックス                                      |
| 10 | 2009年10月10日 | 2010年4月4日   | 06 | 高橋美佳子     | 高橋美佳子     | 高橋美佳子     | 高橋美佳子     | 高橋美佳子     | 高橋美佳子     | RADIOアニメロミックス ラジオStrikerS                       |
| 11 | 2010年4月11日  | 2011年10月2日  | 18 | 置鮎龍太郎     | 置鮎龍太郎     | 置鮎龍太郎     | 楠大典         | 楠大典         | 楠大典         | オッキー・タイテムのRADIOアニメロミックス                  |
| 12 | 2011年10月9日  | 2012年7月1日   | 09 | KENN           | KENN           | KENN           | 岡本信彦       | 岡本信彦       | 岡本信彦       | KENN&岡本信彦のRADIOアニメロミックス                       |
| 13 | 2012年7月8日   | 2012年9月29日  | 03 | 高橋美佳子     | 高橋美佳子     | 高橋美佳子     | 高橋美佳子     | 高橋美佳子     | 高橋美佳子     | RADIOアニメロミックス ラジオStrikerS 2nd                   |
| 14 | 2012年10月6日  | 2013年12月29日 | 15 | 宮野真守       | 宮野真守       | 宮野真守       | 宮野真守       | 宮野真守       | 宮野真守       | 宮野真守のRADIOアニメロミックス 〜STARRING!〜              |
| 15 | 2014年1月5日   | 2015年9月26日  | 21 | 南條愛乃       | 南條愛乃       | 南條愛乃       | 楠田亜衣奈     | 楠田亜衣奈     | 楠田亜衣奈     | RADIOアニメロミックス ラブライブ! 〜のぞえりRadio Garden〜 |
| 16 | 2015年11月27日 | 2019年3月29日  | 81 | 内山夕実       | 内山夕実       | 内山夕実       | 吉田有里       | 吉田有里       | 吉田有里       | RADIOアニメロミックス 内山夕実と吉田有里のゆゆらじ         |

## 各期の内容

### 矢尾一樹・鮫島巧
占い師のマリー・オリギンが占いコーナーを担当。またこの頃は、声優である矢尾は出演していたものの、タイトルに「アニメ」の文字はなく、内容もアニメにはめったに触れず、番組の放送終盤で矢尾によりわずかに告知がなされる程度で、ギタリストで音楽プロデューサーでもある鮫島のパーソナリティとしての出演もあり、音楽番組としての色が濃かった。当放送開始当時、まだドワンゴに「アニメロミックス」という独立したコンテンツが無かったこともその理由だった。

### 矢尾一樹・望月久代
引き続き（今期まで）マリー・オリギンが出演。当期放送に合わせて「アニメロミックス」コンテンツが開始された。
20代前半（当時）と若い望月の加入で、矢尾は下ネタを連発し、望月もそれに付き合うなど番組の雰囲気はガラリと変わり、下ネタに関する投稿もされていた。矢尾は「ラジオ居酒屋」と番組を称した。完全な「アニラジ」に移行したのもこの放送から。
望月は本番組担当開始時に並行して桑谷夏子と文化放送の「電撃G's Radio」を開始することになる。

### 高橋直純・望月久代・千葉紗子
番組内ではパーソナリティ3名で「ACCESS!」というユニットを結成して、サウンドトラックCD『Access.Produced by 「RADIOアニメロミックス」』を発売した。千葉は担当終了から半年後東海ラジオでtiarawayのメンバーとして南里侑香と「tiaraway色々ベリーnight」を放送することになる。

### 門脇舞・福圓美里
番組内では門脇・福圓の2人で「TAMAGO」という声優ユニットを結成してCDを発売したりした。福圓は「水樹奈々スマイルギャング」で見せるツッコミを門脇とのコンビでは行っていなかった。

### 阿部玲子・宮崎羽衣・近江知永
番組CDとして、奥井雅美プロデュースでマキシシングル「エガオヲミセテ」と、アルバム『ミキサー×マジック』をリリースした。進行は主に阿部がしていた。阿部が進行しようとすると宮崎が天然発言をして近江も一緒に盛り上がって阿部がキレるという流れがあった。パーソナリティ3名ともこの時点での所属はラムズであった。近江は担当終了後元々奥井がラジオ関西で放送していた「奥井雅美 O-Live」の放送枠を引き継ぎ事実上の後継番組となる「近江知永の「す」!」を担当することになる。

### 中原麻衣・小林ゆう
歴代最短の2か月。この放送は初めから2か月間の限定放送と決まっていた。animate.tvで同じパーソナリティによる姉妹番組『ひぐらしのなく頃に こぼれ話編』が放送された後、2007年2月より同じくanimate.tvの『ひぐらしのなく頃に 皿回し編』に引き継がれる。詳細は「皿回し編」の項を参照。中原はこの頃FM-FUJIの「祥太郎、麻衣・CURE HOUSE」を担当していた。進行は中原がしていた。

### 後藤邑子・小林ゆう
2名の名前に掛けた「邑子とゆうわよ(ゆうことゆうわよ)」というコーナーが存在していた。進行は後藤がしていた。パーソナリティ2名で担当から数年後に おおかみかくしのWebラジオで再びコンビ組んでいる。

### 新谷良子・後藤邑子
「ラジアニfeaturing.新谷良子+後藤邑子」として、番組マキシシングルCD「憂鬱なバンビ〜Summer Girls〜」をリリースした。パーソナリティ2名とも音楽活動はランティスである。
ゲストには奥井雅美(#8)、近江知永(#11)、茅原実里(#12)。

### 平野綾
歴代パーソナリティの中では、初の単独パーソナリティとなった。平野オリジナルの挨拶「あやめろ」が登場。
2009年9月12日の放送の中で、パーソナリティーの平野が10月3日の放送で番組を卒業することが発表された。番組は約2年続き、アニメロミックス枠の中では現在最も多く放送されたバージョンである。
平野は令和に入り俳優として2023年4月21日からテレビ朝日系列で放送されているテレビドラマ「波よ聞いてくれ」で人気ラジオパーソナリティの茅代まどか役を演じることになる。
ゲスト:水樹奈々(#007)、鷲崎健(#012)
シチュエーション限定お役立ちボイス あやごえ
シチュエーションを限定し、実用性問わず様々なセリフを言っていくコーナー。シチュエーションはリスナーからのメール・お便りで決定する。番組内で放送したセリフは、後日アニメロミックスのサイト内で着信ボイスとして配信される。実用的なものから本当に役に立ちそうもないセリフまで多種多様なボイスが配信されている。一例として当時世界のナベアツがやっていた「3の倍数と3が付く数字(例:3、13、23、30、31、32…)のときだけ阿呆になります」を平野は少し戸惑っていたが「3の倍数(例:3、6、9)」を涼宮ハルヒの声で「5の倍数(例:5、10)」を泉こなたの声で1～10まで数える挑戦をして成功している。
ふつおた
リスナーからのメール・お便りを紹介し、質問などに平野が答えるコーナー。
突撃生電話
電話番号が書いてあるメール・お便りに本当に突然電話し、主にクイズを出題するコーナー。シングルやアルバムが発売されたタイミングに行われる。電話中のクイズに正解すると平野のサイン入り番組ノベルティグッズのステッカーが送られる。
ニコステ
南條愛乃と上原すず（ドワンゴクリエイティブスクール2期生、 2023年現在は声優、市川うららFM「らじてらす放送局」パーソナリティ）が務めるニコニコアニメ動画連動の箱コーナー。南條はパーソナリティーとして4年ぶりに番組に復帰することになる。

### 高橋美佳子
アニメ『魔法少女リリカルなのは』シリーズをフィーチャーした番組で、パーソナリティは同作品でクロノ・ハラオウン(声変わり前)およびキャロ・ル・ルシエを演じている高橋美佳子が担当。本枠でアニメ作品とフィーチャーした番組内容となるのは、6代目の『RADIOアニメロミックス 〜ひぐらしのなく頃に編〜』以来、約3年振りとなる。
記念すべき10代目パーソナリティとなり、単独パーソナリティとしては前任者の平野に続いて2人目。
空白期間をおいて13代目パーソナリティとして再びパーソナリティを務めたのは高橋が初めてである。

### 置鮎龍太郎・楠大典
番組開始初期の2012年4月から約6か月間に渡って務めた、矢尾・鮫島コンビ以来の男性パーソナリティー。
番組内での呼び名は、置鮎がオッキー、楠がタイテムとなっている。
番組の略は「OTR」、ラジオ内での挨拶は「おったーい」である。
後番組である「神谷浩史・小野大輔のDearGirl〜Stories〜」内で、この番組が放送されるということをリスナーからのメールで知った神谷浩史は番組内で大爆笑し、「（パーソナリティー2人が濃いから）DGSと放送時間を交換した方がいいんじゃない?」と嘆いていた。
なお、東海ラジオと朝日放送ラジオでの放送はこの期間の途中で打ち切られた。

### 宮野真守
歴代パーソナリティの中では、初の男性単独パーソナリティとなった。
なお、宮野の番組卒業の3か月後の2014年4月、本枠の1時間後に『宮野真守のRADIO SMILE』という新たな宮野の冠番組が開始された。

### 南條愛乃・楠田亜衣奈
アニメ『ラブライブ!』をフィーチャーした番組で、パーソナリティは同作品の「μ's」メンバーである、絢瀬絵里役である南條愛乃と東條希役の楠田亜衣奈が担当した。
このシリーズの完結をもって文化放送における「RADIOアニメロミックス」は、「ヤオメロミックス」時代を含めて13年半に渡る歴史に幕を閉じた。約1年9か月に渡って91回放送され、2番目に長く放送されたバージョンとなった。また、2014年8月にはニコニコ生放送で特番「RADIOアニメロミックスラブライブ 〜のぞえりRadio外伝〜」が90分に渡って放送された。

### 内山夕実・吉田有里
- 番組名 - 『RADIOアニメロミックス 内山夕実と吉田有里のゆゆらじ』
- 概要 - 先代からおよそ2か月の空白期間を経て2015年11月25日に配信限定番組として開始。これに伴い、毎月第2・第4金曜日 22:00 月2回更新によるアーカイブ配信となった。映像はパーソナリティーの発言に合わせて変化するアニメーションとなっている。番組制作はシーサイド・コミュニケーションズが担当。2018年12月6日の3周年記念ニコ生にて2019年3月をもっての番組終了が発表された。
- コーナー
  - 悲しみ、悲しみ、飛んで行け！ - リスナーから悲しい出来事を募集し。パーソナリティが慰めの言葉、時には厳しい言葉をかける。
  - 創作！読み聞かせ屋 - リスナーから読んで欲しいオリジナルの絵本のタイトル名を募集し、パーソナリティがそれを元にして即興で読んでいく。
  - 知ってるようで知らないクイズ - パーソナリティが豆知識クイズに挑戦する。
  - レクリエーション企画室 - パーティ・歓送迎会などの会合で楽しめるゲームをパーソナリティが実演する。
  - ゆゆらじグッズ計画中！ - リスナーからグッズ制作のアイディアを募集する。
- ゲスト
  - 第9回 - 照井春佳
  - 第33回 - 西明日香
  - 第48回 - 松井恵理子
  - 第79回 - 諏訪彩花
- イベント
  - RADIOアニメロミックス 内山夕実と吉田有里のゆゆらじ1周年記念 公開録音イベント - 2017年1月22日開催
  - RADIOアニメロミックス 内山夕実と吉田有里のゆゆらじ 古参も新参も全員集合！ 2周年記念イベント - 2018年3月18日開催
  - RADIOアニメロミックス 内山夕実と吉田有里のゆゆらじ 古参も新参も全員感謝！3年間ありがとうイベント - 2019年3月16日開催
- グッズ
  - ゆゆらじ アクリルスマホスタンド、ゆゆらじ カフェタンブラー、ゆゆらじ おちょこセット、ゆゆらじ 2017年カレンダー、ゆゆらじ パスケース、ゆゆらじ 缶バッジ - 2016年12月29日販売[2]
  - ゆゆらじ 古参Tシャツ、ゆゆらじ トートバッグ、ゆゆらじ マフラータオル、ゆゆらじ 缶バッジセット - 2017年8月11日販売[3]
  - ゆゆらじ 古参Tシャツ冬ver.、ゆゆらじ パーカー、ゆゆらじ 特製スマホケース、ゆゆらじ アクリルキーホルダー冬ver. - 2017年12月29日販売[4]

## 配信時間
- ニコニコ動画 animelo mixチャンネル
  - 2015年11月27日 - 2019年3月29日
毎月第2・第4金曜 22:00

かつての放送局・放送時間
- 文化放送
  - 2002年4月13日 - 2003年3月29日
毎週日曜 1:30 - 2:00（土曜深夜）
  - 2003年4月5日 - 2015年9月26日
毎週日曜 0:30 - 1:00（土曜深夜）
- 東海ラジオ：毎週土曜23:00 - 23:30（2011年4月2日まで）
- 朝日放送ラジオ：毎週日曜1:00 - 1:30（土曜深夜）（2011年4月2日まで）
- 超!放送局
  - 2007年4月9日 - 2008年3月31日
毎週月曜19:00更新
- 超!A&G+（DRP東京ch:9302）
  - 2007年9月7日 - 2008年4月4日
本放送：毎週金曜17:00 - 17:30（リピート放送：毎週土曜7:00 - 7:30）
  - 2008年4月11日 - 2009年4月3日
本放送：毎週金曜18:00 - 18:30（リピート放送：毎週土曜8:00 - 8:30）
  - 2009年4月10日 - 2010年10月1日
本放送：毎週金曜19:00 - 19:30（リピート放送：毎週月曜14:00 - 14:30）
  - 2010年10月8日 - 2011年3月25日
本放送：毎週金曜18:00 - 18:30（リピート放送：毎週月曜8:00 - 8:30）

※東海ラジオでは、ナイターシーズン中はプロ野球中継が延長した場合、その分時間を繰り下げて放送していた。朝日放送ラジオはプロ野球中継が日付変わって1時を超えて延長しない限り定刻放送であったが、過去に放送機器保守点検のため放送時間が繰り上がったケースもあった。また2011年3月12日は、文化放送・東海ラジオでは東北地方太平洋沖地震（東日本大震災）の報道特別番組（東海ラジオは文化放送制作のNRN報道特番のネット受け）に差し替えられたため、地上波では朝日放送ラジオのみの放送となった。東海ラジオでの休止は異例のことであった。

## 関連番組

### RADIOアニメロミックス 第二部
2007年10月6日から2008年3月22日まで「発掘!挑戦!ざっくざく!アニメロ新人☆オーディション」として、超!オーディション経由ニコニコ動画で配信。パーソナリティは南條愛乃。ドワンゴの声優オーディション情報を中心に放送。

### アニメロミックスPresents Say! GoodLuck!
ニコニコアニメチャンネルで2007年11月9日から2008年12月12日まで更新。パーソナリティは平野綾・鷲崎健。